# NGC 3338
NGC 3338 је спирална галаксија у сазвежђу Лав која се налази на NGC листи објеката дубоког неба.
Деклинација објекта је + 13° 44' 48" а ректасцензија 10h 42m 7,6s. Привидна величина (магнитуда) објекта NGC 3338 износи 10,9 а фотографска магнитуда 11,6. Налази се на удаљености од 25,269 милиона парсека од Сунца. NGC 3338 је још познат и под ознакама UGC 5826, MCG 2-27-41, CGCG 65-87, PGC 31883.